# Phragmotheca mammosa
Phragmotheca mammosa är en malvaväxtart som beskrevs av W.S. Alverson. Phragmotheca mammosa ingår i släktet Phragmotheca och familjen malvaväxter. Inga underarter finns listade i Catalogue of Life.